# Heike Vesper

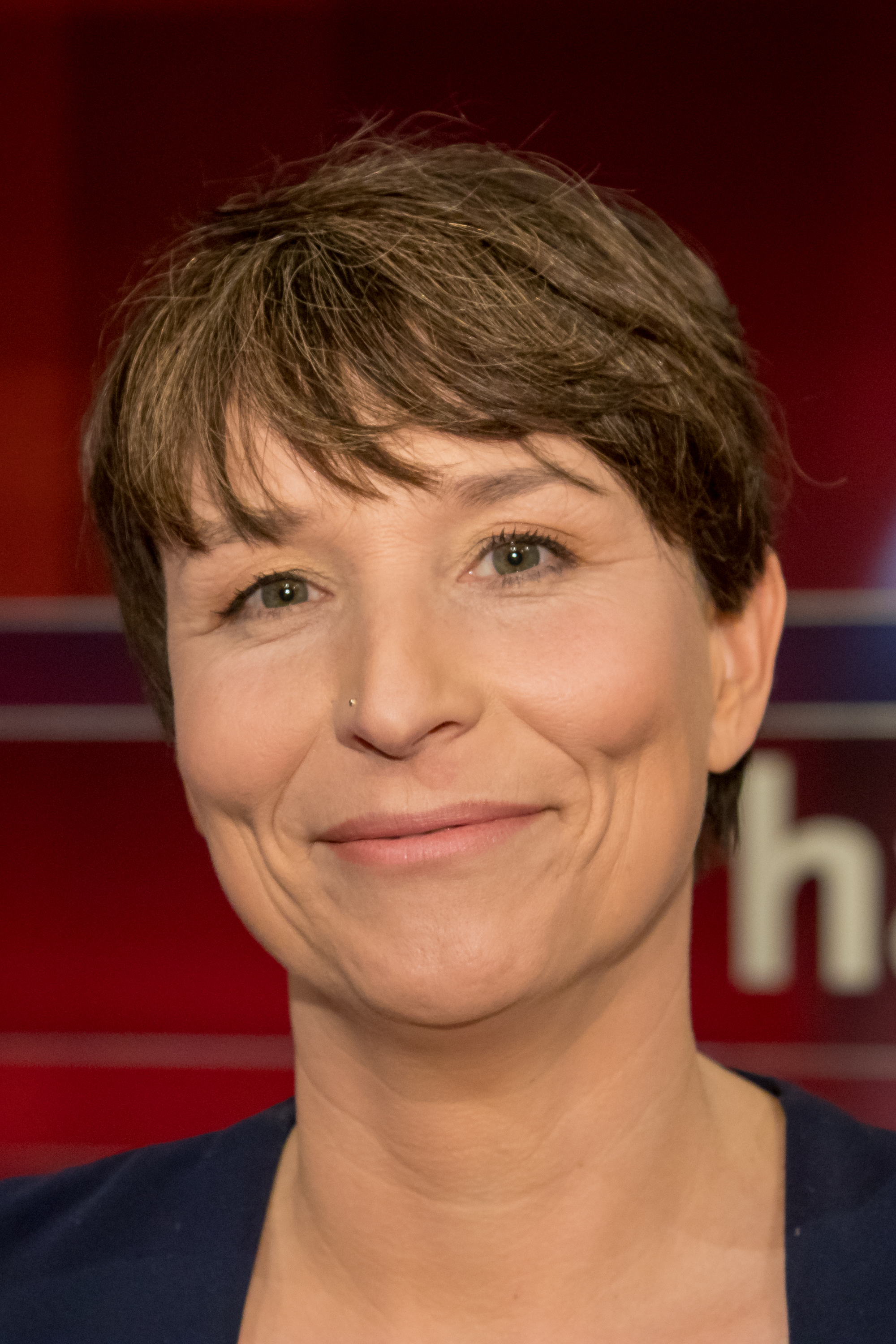
Heike Vesper, 2018

Heike Vesper (* 1970) ist eine deutsche Biologin. Sie leitet beim WWF Deutschland den Vorstandsbereich Transformation von Politik & Wirtschaft. Sie engagiert sich für die Verringerung der Menge an Plastikverpackung.

## Leben
Vesper studierte Biologie in Bremen und Amsterdam, mit den Schwerpunkten Meeresbiologie und Ökologie. Während ihres Studiums nahm sie an Exkursionen in den Wattenmeeren der Nordsee teil. Ihre Abschlussarbeit befasste sich mit der Ökologie von Korallenriffen in Jordanien.

## Wirken
Vesper engagiert sich seit 1999 für den WWF. Im Jahr 2000 entwickelte sie den WWF-Fischratgeber. Sie war an der Entwicklung des Fisch-Umweltsiegels Marine Stewardship Council maßgeblich beteiligt. Seit 2023 ist Vesper die Vorständin für Transformation von Politik & Wirtschaft beim WWF Deutschland. Davor leitete sie den Fachbereich Meeresschutz beim WWF Deutschland. Seit dem Jahr 2014 ist Vesper die ehrenamtliche Vorsitzende der International Baltic Sea Foundation for Nature Conservation. Sie weist auf das Problem des Beifangs in der Fischerei hin.
Vesper ist häufiger Gast in Fernsehsendungen, etwa bei Hart aber fair und Markus Lanz. Sie fordert ein „Paris-Abkommen für den Ozean“ zur Beendigung der Verschmutzung der Weltmeere.

## Werke
- Wenn wir die Meere retten, retten wir die Welt. Wie ein nachhaltiger Umgang gelingt und jeder Einzelne etwas bewirken kann. Rowohlt, Hamburg 2021, ISBN 978-3-499-00435-3.